# Torneo Nacional de Ascenso 2002-03
La temporada 2002-03 del Torneo Nacional de Ascenso fue la decimoprimera edición del torneo argentino de segundo nivel para equipos de baloncesto creado en 1992. Fue la segunda edición consecutiva con catorce equipos.
El campeón fue Central Entrerriano, que derrotó en la final a Argentino de Junín y obtuvo el campeonato, y ambos equipos lograron el ascenso. Esta fue la primera edición en otorgar dos ascensos de manera directa.

## Equipos participantes
| Club                         | Procedencia                              | Estadio                    |
| San Andrés                   | Malaver, Buenos Aires                    |                            |
| La Unión                     | Colón, Entre Ríos                        | Estadio Carlos Delasoie    |
| Echagüe                      | Paraná, Entre Ríos                       | Estadio Luis Butta         |
| Central Entrerriano          | Gualeguaychú, Entre Ríos                 | Estadio José María Bértora |
| Independiente                | General Pico, La Pampa                   | El Gigante de la Avenida   |
| San Isidro                   | San Francisco, Córdoba                   |                            |
| Ciclista Juninense           | Junín, Buenos Aires                      | El Coliseo del Boulevard   |
| Argentino                    | Junín, Buenos Aires                      | Héctor "matrero" D'Anunzio |
| Tucumán Basketball           | San Miguel de Tucumán, Tucumán           |                            |
| Quimsa                       | Santiago del Estero, Santiago del Estero | Estadio Ciudad             |
| River Plate                  | Ciudad de Buenos Aires                   | Microestadio River Plate   |
| Quilmes AC                   | Quilmes, Buenos Aires                    |                            |
| Regatas Corrientes           | Corrientes, Corrientes                   | Estadio José Jorge Contte  |
| Conarpesa - Deportivo Madryn | Puerto Madryn, Chubut                    | Palacio Aurinegro          |

## Posiciones finales
| Equipo | Equipo                       |
| ------ | ---------------------------- |
| 1.°    | Central Entrerriano          |
| 2.°    | Argentino (Junín)            |
| 3.°    | Conarpesa - Deportivo Madryn |
| 4.°    | Echagüe                      |
| 5.°    | Regatas Corrientes           |
| 6.°    | La Unión (Colón)             |
| 7.°    | Ciclista Juninense           |
| 8.°    | Quimsa                       |
| 9.°    | River Plate                  |
| 10.°   | Quilmes A.C.                 |
| 11.°   | Independiente (General Pico) |
| 12.°   | Tucumán BB                   |
| 13.°   | San Isidro (San Francisco)   |
| 14.°   | San Andrés (Malaver)         |

|  | Ascenso a la Liga Nacional. |
|  | Descenso a la Liga "B".     |

## Finales por el ascenso

### Primer ascenso
| 9 de mayo   | Conarpesa - Deportivo Madryn | 104–111 | Central Entrerriano | Puerto Madryn               |  |  |
|             |                              |         |                     |                             |  |  |
|             |                              |         |                     | Pabellón: Palacio Aurinegro |  |  |
| serie 0 - 1 |                              |         |                     |                             |  |  |
|             |                              |         |                     |                             |  |  |

| 11 de mayo  | Conarpesa - Deportivo Madryn | 107–82 | Central Entrerriano | Puerto Madryn               |  |  |
|             |                              |        |                     |                             |  |  |
|             |                              |        |                     | Pabellón: Palacio Aurinegro |  |  |
| serie 1 - 1 |                              |        |                     |                             |  |  |
|             |                              |        |                     |                             |  |  |

| 15 de mayo  | Central Entrerriano | 83–77 | Conarpesa - Deportivo Madryn | Gualeguaychú                         |  |  |
|             |                     |       |                              |                                      |  |  |
|             |                     |       |                              | Pabellón: Estadio José María Bértora |  |  |
| serie 2 - 1 |                     |       |                              |                                      |  |  |
|             |                     |       |                              |                                      |  |  |

| 17 de mayo  | Central Entrerriano | 110–99 | Conarpesa - Deportivo Madryn | Gualeguaychú                         |  |  |
|             |                     |        |                              |                                      |  |  |
|             |                     |        |                              | Pabellón: Estadio José María Bértora |  |  |
| serie 3 - 1 |                     |        |                              |                                      |  |  |
|             |                     |        |                              |                                      |  |  |

### Segundo ascenso
| 8 de mayo   | Argentino (J) | 84–77 | Echagüe | Junín                              |  |  |
|             |               |       |         |                                    |  |  |
|             |               |       |         | Pabellón: Estadio Héctor D'Anunzio |  |  |
| serie 1 - 0 |               |       |         |                                    |  |  |
|             |               |       |         |                                    |  |  |

| 10 de mayo  | Argentino (J) | 92–85 | Echagüe | Junín                              |  |  |
|             |               |       |         |                                    |  |  |
|             |               |       |         | Pabellón: Estadio Héctor D'Anunzio |  |  |
| serie 2 - 0 |               |       |         |                                    |  |  |
|             |               |       |         |                                    |  |  |

| 13 de mayo  | Echagüe | 75–63 | Argentino (J) | Paraná                       |  |  |
|             |         |       |               |                              |  |  |
|             |         |       |               | Pabellón: Estadio Luis Butta |  |  |
| serie 1 - 2 |         |       |               |                              |  |  |
|             |         |       |               |                              |  |  |

| 15 de mayo  | Echagüe | 69–78 | Argentino (J) | Paraná                       |  |  |
|             |         |       |               |                              |  |  |
|             |         |       |               | Pabellón: Estadio Luis Butta |  |  |
| serie 1 - 3 |         |       |               |                              |  |  |
|             |         |       |               |                              |  |  |

## Final por el campeonato
| 27 de mayo  | Argentino (J) | 96–87 | Central Entrerriano | Junín                              |  |  |
|             |               |       |                     |                                    |  |  |
|             |               |       |                     | Pabellón: Estadio Héctor D'Anunzio |  |  |
| serie 1 - 0 |               |       |                     |                                    |  |  |
|             |               |       |                     |                                    |  |  |

| 29 de mayo  | Argentino (J) | 103–108 | Central Entrerriano | Junín                              |  |  |
|             |               |         |                     |                                    |  |  |
|             |               |         |                     | Pabellón: Estadio Héctor D'Anunzio |  |  |
| serie 1 - 1 |               |         |                     |                                    |  |  |
|             |               |         |                     |                                    |  |  |

| 3 de junio  | Central Entrerriano | 80–75 | Argentino (J) | Gualeguaychú                         |  |  |
|             |                     |       |               |                                      |  |  |
|             |                     |       |               | Pabellón: Estadio José María Bértora |  |  |
| serie 2 - 1 |                     |       |               |                                      |  |  |
|             |                     |       |               |                                      |  |  |

| 5 de junio  | Central Entrerriano | 82–91 | Argentino (J) | Gualeguaychú                         |  |  |
|             |                     |       |               |                                      |  |  |
|             |                     |       |               | Pabellón: Estadio José María Bértora |  |  |
| serie 2 - 2 |                     |       |               |                                      |  |  |
|             |                     |       |               |                                      |  |  |

| 10 de junio | Argentino (J) | 91–97 | Central Entrerriano | Junín                              |  |  |
|             |               |       |                     |                                    |  |  |
|             |               |       |                     | Pabellón: Estadio Héctor D'Anunzio |  |  |
| serie 2 - 3 |               |       |                     |                                    |  |  |
|             |               |       |                     |                                    |  |  |